# Alpheus gracilis
Alpheus gracilis is een garnalensoort uit de familie van de Alpheidae. De wetenschappelijke naam van de soort werd in 1861 gepubliceerd door Heller.